# Annexet
L'Annexet, est une salle de concert (servant également de patinoire de hockey sur glace à ses débuts) suédoise située dans le quartier de Johanneshov, à Stockholm.
Située juste à proximité de l'Ericsson Globe, elle est dotée d’une capacité de 3 400 spectateurs.

## Histoire
De nos jours, la salle est principalement utilisée pour les concerts, les foires et les conférences.

## Événements
- Melodifestivalen 2021